# Tortí
Tortí es un corregimiento del distrito de Chepo en la provincia de Panamá, República de Panamá. La localidad tiene 9.297 habitantes (censo 2010).